# Frignicourt
Frignicourt és un municipi francès, situat al departament del Marne i a la regió del Gran Est. L'any 2007 tenia 1.770 habitants.

## Demografia

### Població
El 2007 la població de fet de Frignicourt era de 1.770 persones. Hi havia 726 famílies, de les quals 152 eren unipersonals (52 homes vivint sols i 100 dones vivint soles), 287 parelles sense fills, 255 parelles amb fills i 32 famílies monoparentals amb fills.
La població ha evolucionat segons el següent gràfic:
Habitants censats

### Habitatges
El 2007 hi havia 768 habitatges, 732 eren l'habitatge principal de la família, 5 eren segones residències i 30 estaven desocupats. 679 eren cases i 89 eren apartaments. Dels 732 habitatges principals, 561 estaven ocupats pels seus propietaris, 157 estaven llogats i ocupats pels llogaters i 14 estaven cedits a títol gratuït; 3 tenien una cambra, 26 en tenien dues, 99 en tenien tres, 234 en tenien quatre i 370 en tenien cinc o més. 627 habitatges disposaven pel capbaix d'una plaça de pàrquing. A 354 habitatges hi havia un automòbil i a 298 n'hi havia dos o més.

### Piràmide de població
La piràmide de població per edats i sexe el 2009 era:
| Homes | Edats   | Dones |
| ----- | ------- | ----- |
| 0     | 95 o +  | 0     |
| 4     | 90 a 94 | 4     |
| 0     | 85 a 89 | 12    |
| 8     | 80 a 84 | 4     |
| 44    | 75 a 79 | 52    |
| 44    | 70 a 74 | 52    |
| 60    | 65 a 69 | 52    |
| 40    | 60 a 64 | 56    |
| 36    | 55 a 59 | 48    |
| 72    | 50 a 54 | 72    |
| 64    | 45 a 49 | 52    |
| 80    | 40 a 44 | 88    |
| 60    | 35 a 39 | 52    |
| 56    | 30 a 34 | 64    |
| 24    | 25 a 29 | 36    |
| 44    | 20 a 24 | 36    |
| 60    | 15 a 19 | 60    |
| 60    | 10 a 14 | 68    |
| 44    | 5 a 9   | 60    |
| 32    | 0 a 4   | 36    |

## Economia
El 2007 la població en edat de treballar era de 1.128 persones, 788 eren actives i 340 eren inactives. De les 788 persones actives 728 estaven ocupades (396 homes i 332 dones) i 61 estaven aturades (24 homes i 37 dones). De les 340 persones inactives 113 estaven jubilades, 111 estaven estudiant i 116 estaven classificades com a «altres inactius».

### Ingressos
El 2009 a Frignicourt hi havia 750 unitats fiscals que integraven 1.808,5 persones, la mediana anual d'ingressos fiscals per persona era de 18.799 €.

### Activitats econòmiques
Dels 63 establiments que hi havia el 2007, 1 era d'una empresa extractiva, 3 d'empreses alimentàries, 1 d'una empresa de fabricació d'elements pel transport, 4 d'empreses de fabricació d'altres productes industrials, 6 d'empreses de construcció, 12 d'empreses de comerç i reparació d'automòbils, 6 d'empreses de transport, 4 d'empreses d'hostatgeria i restauració, 1 d'una empresa d'informació i comunicació, 1 d'una empresa financera, 9 d'empreses immobiliàries, 2 d'empreses de serveis, 6 d'entitats de l'administració pública i 7 d'empreses classificades com a «altres activitats de serveis».
Dels 15 establiments de servei als particulars que hi havia el 2009, 1 era una oficina de correu, 1 taller de reparació d'automòbils i de material agrícola, 1 fusteria, 2 lampisteries, 1 electricista, 1 empresa de construcció, 4 perruqueries, 2 restaurants, 1 agència immobiliària i 1 tintoreria.
Dels 8 establiments comercials que hi havia el 2009, 2 eren supermercats, 3 fleques, 1 una fleca, 1 una sabateria i 1 una joieria.
L'any 2000 a Frignicourt hi havia 9 explotacions agrícoles que ocupaven un total de 595 hectàrees.

## Equipaments sanitaris i escolars
El 2009 hi havia 1 farmàcia i 1 ambulància.
El 2009 hi havia 1 escola maternal i 1 escola elemental. Frignicourt disposava d'un col·legi d'educació secundària amb 459 alumnes.

## Poblacions més properes
El següent diagrama mostra les poblacions més properes.